# Бенедетта Барзіні
Бенедетта Барзіні (італ. Benedetta Barzini; (22 вересня 1943 , Porto Santo Stefanod, Тоскана )) — італійська фотомодель, журналістка, письменниця, викладачка та феміністка, а також акторка. 
У 1960-х зробила блискучу кар'єру фотомоделі в США, знімалася у Ірвінга Пенна, Річарда Аведона, Уго Муласа, Генрі Кларка, Енді Воргола, стала першою італійкою на обкладинці американського Vogue. 1965 року фотографія Барзіні прикрасила обкладинку першого номера італійського Vogue.
До кінця 1960-х Барзіні розчарувалася у світі моди. Повернувшись до Мілану, вступила до Італійської комуністичної партії та стала радикальною феміністкою. Авторка кількох книг, протягом 20 років викладала антропологію моди у трьох університетах Італії.

## Життєпис
Народилася 22 вересня 1943 року в Порто Санто Стефано в сім'ї італійського журналіста та письменника Луїджі Барзіні та Джанналізи Джанзані Фельтрінеллі, вдови Карло Фельтринелли, що отримала велику спадщину. Мала старшого єдиноутробного брата Джанджакомо Фельтрінеллі (став видавцем та політиком). 
Шлюб батьків швидко розпався. За спогадами Бенедетти, мати не любила ні її, ні на рік старшу доньку Лудіну. Батько, пішовши з сім'ї, не вітав Бенедетту з днем народження, а мати під час поїздок до Нью-Йорка знімала собі апартаменти на 60-му поверсі хмарочоса, а дітям та їх няні — окрему квартиру на третьому. Стосунки з матір'ю були такими важкими, що Бенедетта у 14 років почала страждати від психологічних проблем, в неї розвинулася анорексія. Вчергове потрапивши до женевської клініки, вона звернулася за допомогою до італійського консула Антонелло П'єтромаркі, який видав їй паспорт і допоміг звернутися до суду в справах неповнолітніх, де Бенедетта отримала документи, за якими мати більше не могла втручатися у її справи.
У 1969 році одружилася з режисером Роберто Фаенца, який кинув її того дня, коли Бардзіні народила від нього близнят Катерину і Джакомо.
Надалі Барзіні одружилася з дизайнером Антоніо Баррезе, народила ще двох дітей: Ірене та Беньямін. Шлюб тривав 7 років.

## Модельна кар'єра
У 1963 році 20-літню Бенедетту на вулиці Риму помітила редакторка італійського Vogue Консуело Креспі, що запропонувала їй спробувати моделінг. Незабаром до Мангеттена її запросила американська журналістка та модна редакторка Діана Вріланд, де першою фотосесією Бенедетти стало знімання у Ірвінга Пенна. Вже через 10 днів після приїзду до США Барзіні підписала контракт із Ford Models. 
Барзіні знімалася у Річарда Аведона, Уго Муласа, Генрі Кларка, Енді Воргола та багатьох інших. Барзіні називали музою Сальвадора Далі та Лі Страсберга. Вона стала першою італійкою на обкладинці американського Vogue, а в 1965 році фотографія Барзіні прикрасила обкладинку першого номера італійського Vogue.
У 1966 році Барзіні визнана однією зі «100 найбільших красунь світу» за версією журналу Harper's Bazaar. У цей час вона навчалася в Акторській студії на Мангеттені, де мала стосунки з Джерадом Малангою, який присвятив їй багато своїх робіт.
У 1968 році повернулася до Мілану, втомившись, за її визнанням, від того, що в Америці вона була лише мовчазною декорацією, яка не бере участі в навколишньому житті і нікого не цікавить як особистість.
З середини 2010-х років Барзіні повертається до роботи в моделінгу. 2015 року їй присвятив осінню колекцію Антоніо Маррас. 2017 року її удостоїли золотою медаллю міської ради Мілана за величезну роботу в цілому та за «руйнування стереотипу про безмозку дівчину з обкладинки» зокрема. 2018 року Барзіні знялася у фотосесії для італійського Vogue, того ж року здобула премію Victoria від Procter&Gamble. 2021 року стала обличчям косметичної лінії Gucci Beauty.

## Політична та письменницька діяльність
Після повернення до Італії Барзіні вступила до Італійської комуністичної партії, де працювала над проєктом з охорони здоров'я для робітників на фабриках.
З 1996 по 2016 рік Барзіні викладала антропологію моди в Міланському технічному університеті, Університеті Урбіно та Нової Академії образотворчих мистецтв. Як запрошена лекторка виступала у кількох університетах, зокрема, італійському Інституті дизайну.
Бенедетта Барзіні — активна учасниця феміністичного руху та завжди виступала з критикою об'єктивації жіночого тіла. Вона відкрито говорила, що у світі моди жінка — це «дичина», а фотограф — «хижак», метою якого є вигідніше продати виторг. У західній культурі 1960-х та 1970-х її ідеї про те, що внутрішня цінність повинна переважати над зовнішньою, а у природного старіння — своя краса, йшли глибоко врозріз з мейнстримом.
Барзіні відома і як журналістка та письменниця. Вона опублікувала книги «Елегантність: роздуми про самопрезентацію» (L'eleganza per me. Riflessioni sulla rappresentazione di sè, 1987), «Історія пристрасті без тіла» (Storia di una passione senza corpo, 1992), «Бемберг і мистецтво Грюо» (Bemberg e l'Arte di Gruau, 1995), «Альдо Копола» Coppola, 2000), «Еміліо Кавалліні» (Emilio Cavallini, 2010), «Уроки моди. Етика зовнішнього вигляду» (Discipline della moda. L'etica dell'apparenza, 2003).

## Кінороботи
У 1967 році Барзіні знялася в експериментальному короткометражному фільмі Джерада Малангі «У пошуках дива» (In Search of the Miraculous).
У 2012 році знялася у кінофільмі «Кожен божий день».
У 2019 році на кінофестивалі «Санденс» її син Бенджамін презентував фільм «Зникнення моєї матері» (La scomparsa di mia madre). У ньому представлені особисті спогади Барзіні та моменти з її повсякденного життя. Хоча вона перебувала в тіні після завершення кар'єри, але її думки про ґендерну нерівність та проблеми сучасного суспільства ставали широко відомими. У своїх мемуарах про ці дискусійні теми вона спиралася на багаторічний досвід у індустрії моди. У фільмі вона розмірковує про роботу, про її значущість:
|  | Я часто віддавалася ілюзії, що займаюся чимось важливим, але по факту ніхто і ніколи не намагався відобразити мене, мій внутрішній стан. Всім потрібен буі лише мій образ. І я вирішила, що моє обличчя не продається. |

Пізніше фільм показали на італійському телебаченні.